# Boletina silvatica
Boletina silvatica är en tvåvingeart som beskrevs av Dziedzicki 1885. Boletina silvatica ingår i släktet Boletina och familjen svampmyggor. Arten är reproducerande i Sverige. Inga underarter finns listade i Catalogue of Life.